# Awas
Awas (лат.) — род мелких мирмекофильных жуков-ощупников из подсемейства Pselaphinae (Staphylinidae). Около 10 видов.

## Распространение
Юго-Восточная Азия: Малайзия, Китай, Тайвань.

## Описание
Мелкие коротконадкрылые жуки—ощупники, длина тела менее 5 мм (крупнейший вид Awas gigas имеет длину от 4,79 до 5,12 мм). Имеют специфическую вытянутую заглазничную область головы и сравнительно мелкое брюшко (стебельчатое в основании) в контраст с крупным телом. Основная окраска красновато-коричневая. Обнаружены в колониях муравьёв. Например, вид Awas helii найден в гнёздах муравьёв Ectomomyrmex, а вид Awas gigas у муравьёв рода Pachycondyla в мёртвой древесине в широколиственном лесу. Виды A. giraffa, A. shunichii, A. sinicus и A. kayan найдены в лиственном подстилочном слое, а виды A. rajah и A. loebli собраны в световую ловушку. Род был впервые выделен в 1994 году и включён в состав трибы Arnylliini из надтрибы Goniaceritae, в качестве сестринского к роду Harmophorus  Motschulsky. Все виды Awas очень редки и известны или в единственном экземпляре (A. giraffa, A. sinicus, A. kayan, A. loebli), четырёх (A. rajah) или пяти (A. shunichii) особях жуков.
- Awas gigas Yin et al., 2015[3]
- Awas giraffa Löbl, 1994[1]
- Awas helii Yin, 2017[2]
- Awas kayan Yin & Li, 2012[4]
- Awas loebli Yin & Li, 2012[4]
- Awas rajah Nomura & Idris, 2004[5][6]
- Awas shunichii Nomura, 1995[7]
- Awas sinicus Yin & Li, 2010